# Dole (Kanal)

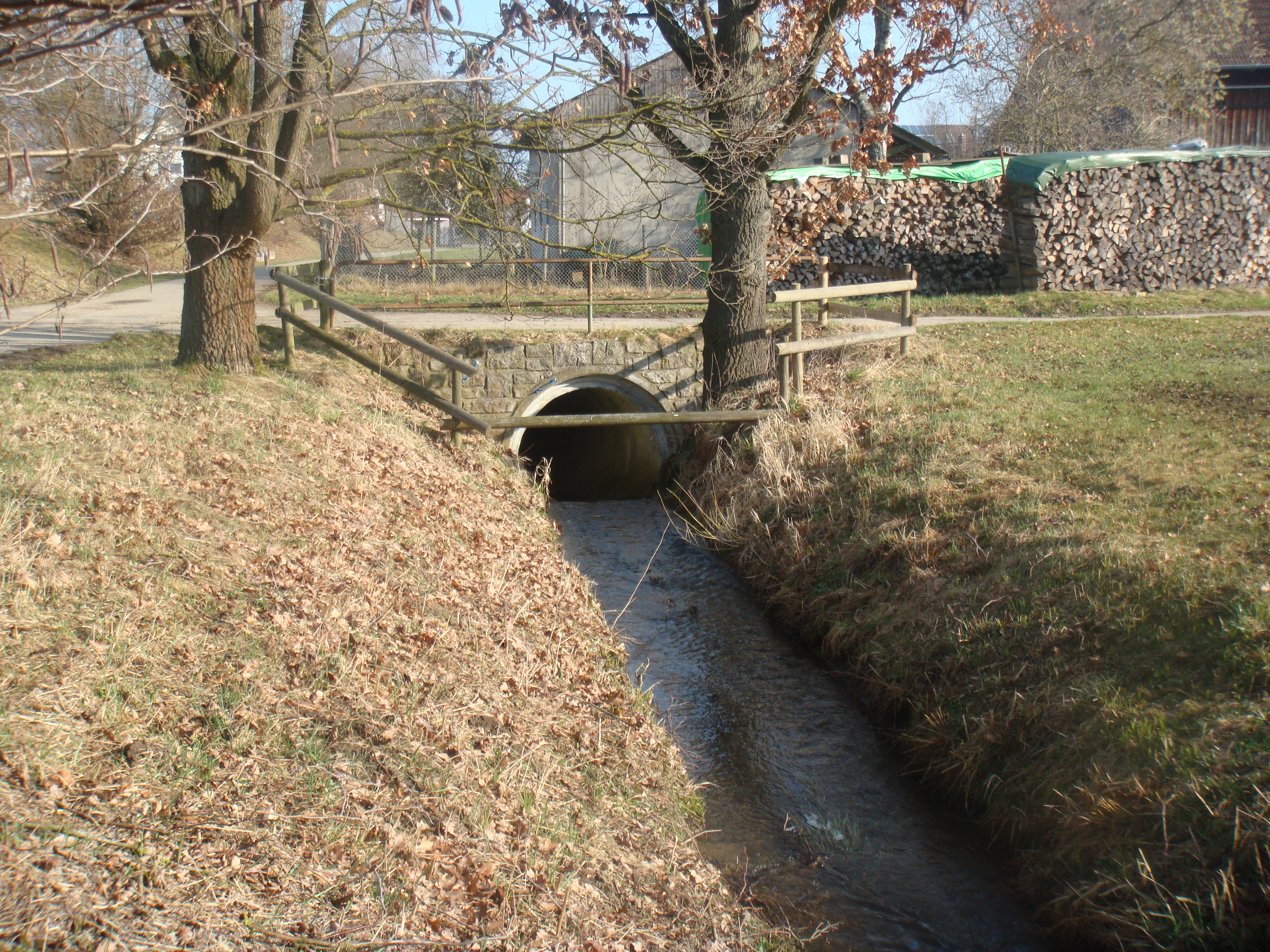
Verdolung unter einer Straße

Als Dole, von althochdeutsch Dola „Röhre, Rinne“, (die Dole, in manchen deutschen Dialekten auch der Dole) bezeichnet man die meist röhrenförmige Einfassung eines Wasserlaufs zur Untertunnelung. Oft sind es Durchlässe kleiner Wasserläufe durch Dämme von Straßen und Eisenbahnstrecken. 
Wird der Wasserstrom dabei zunächst abwärts und dann wieder hinauf geführt, spricht man von einem Düker.
Im Siedlungsbereich sind Bachläufe oft auf langen Abschnitten „eingedolt“, um den Bachlauf aus dem Stadtbild zu eliminieren, siehe Verrohrung. Aus ökologischen Gründen werden diese Eindolungen teilweise wieder rückgängig gemacht.
In manchen Gegenden bedeutet der Begriff Dole so viel wie Kloake oder Abzugsgraben, siehe dazu Kanalisation. In einigen Gegenden Süddeutschlands und in der Schweiz wird mit „Dole“ der Straßenablauf bezeichnet. In Neunkirchen (Saar) ist der Begriff Dole von einem verrohrten Bach auf die darüber errichtete Bahnunterführung übergesprungen (sog. Plättchesdole).

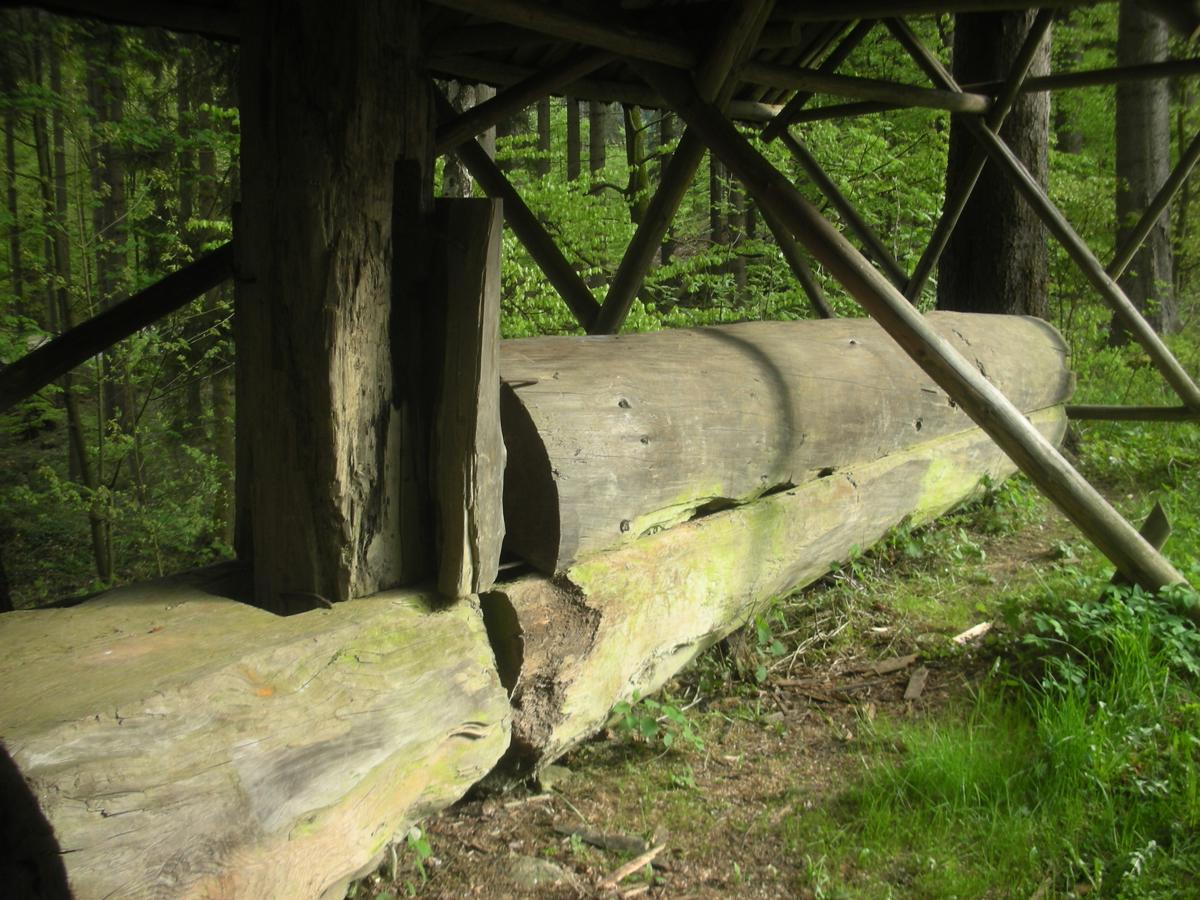
Ausgehöhlter Baumstamm, einst im Floßteichdamm zum kontrollierten Wasserablauf, Aushöhlung durch den Zapfen verdeckt
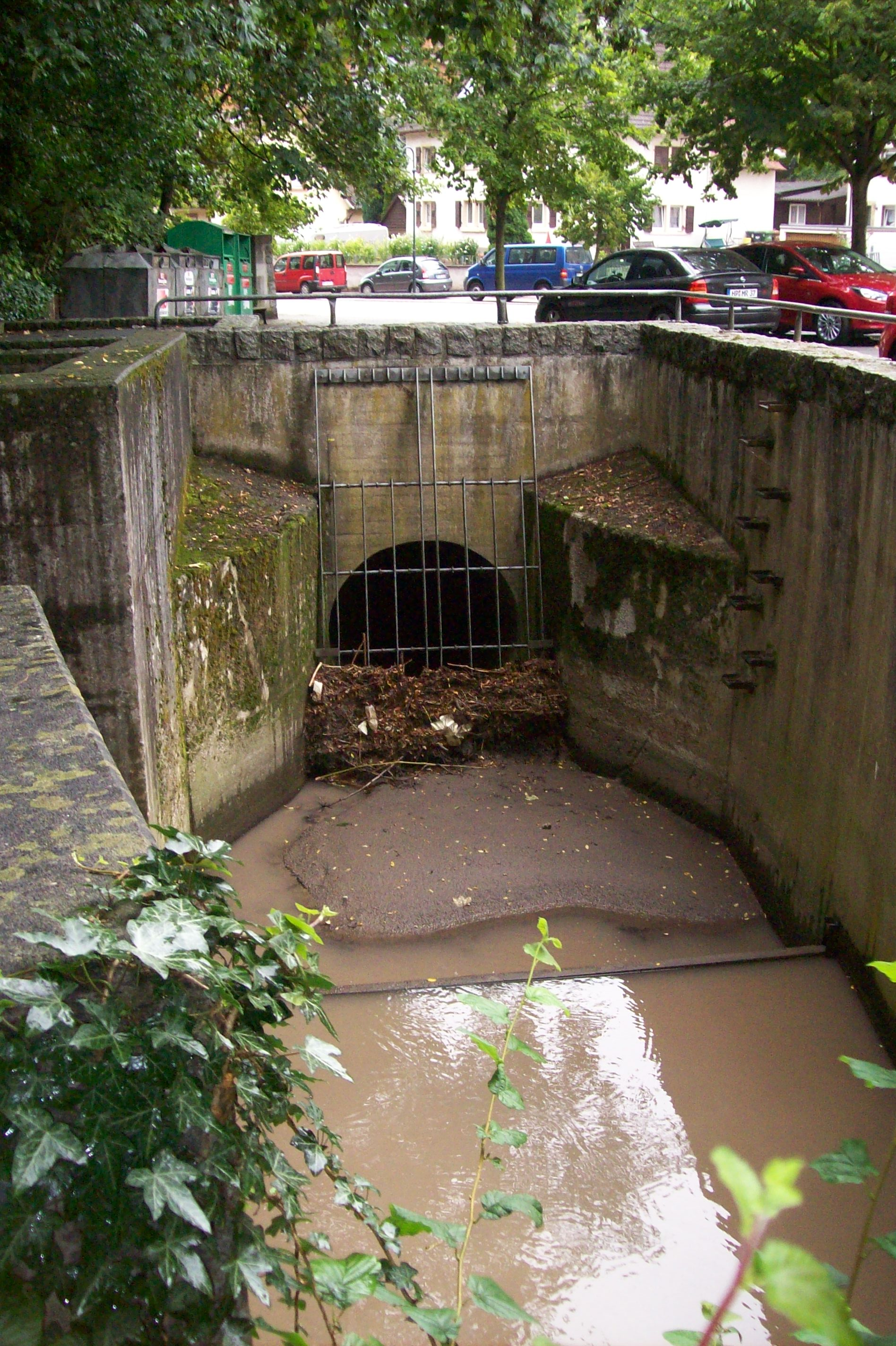
Verdolung eines Baches mit Treibgutrechen